# De ruimterups
De ruimterups is een  stripverhaal uit de reeks van Jerom.

## Locaties
- Morotari-burcht, Mexico, tempelruïne, Xatmol, Mars

## Personages
- Jerom, professor Barabas, tante Sidonia, Odilon, spion, vijanden, dorpelingen

## Het verhaal
Morotari doet een experiment met een raket die door professor Barabas is uitgevonden. Een capsule wordt neergelaten op Mars en neemt wat materiaal van de bodem mee naar de aarde. Door toedoen van Odilon komt de capsule niet op de juiste plek op aarde terecht en tante Sidonia verneemt uit de media dat deze in Mexico terecht is gekomen. Dit is echter door een spion gehoord en de vrienden proberen zo snel mogelijk in Mexico te komen. Ze reizen met een raket van de professor door de ruimte, maar dan blijkt er nog een raket op weg te zijn. De raket van de vrienden wordt doorboord en hierdoor komen de vijanden eerder bij de tempelruïne. 
De vijanden hebben een straal waardoor degenen die geraakt wordt niet meer kan bewegen. Alleen Jerom ontkomt aan de straal en hij kan de vijanden met hun eigen wapen uitschakelen. Hij zet de mannen gevangen en na enige tijd kunnen de vrienden weer bewegen. Ze onderzoeken de capsule en ontdekken dat er een rups is meegenomen naar de aarde. Het diertje krijgt groene bladeren en tante Sidonia gaat met het beestje wandelen. Dan blijkt de rups enorm te groeien door zonlicht. De rups wordt uit de zon gehouden, maar 's nachts boren de vijanden een gat in de muur van de tempelruïne en de lichtstraal raakt de rups. Hierdoor groeit het diertje tot enorme afmetingen en de ruïne stort in. 
De vijanden vluchten met hun raket en de vrienden besluiten het dier in maanlicht te bestuderen, zodat het niet nog groter wordt. Odilon gaat met de rups de omgeving verkennen en komt in Xatmol terecht. Hier eet de rups een veld met mais leeg en de dorpelingen zijn woedend.  Odilon komt terug naar de tempelruïne en de rups wordt aan een ketting gelegd. 's Nachts ontsnapt het dier echter en eet opnieuw veel mais. De dorpelingen bestormen de tempelruïne en willen het dier doden, maar Jerom stuurt de mannen weg. De vrienden willen het dier dan zelf doden, maar het dier blijkt onkwetsbaar te zijn. Met slaapgas wordt de rups in slaap gebracht en de vrienden stoppen hem weer in een raket en sturen de rups terug naar Mars.